# Impossiblium
L'Impossiblium est la traduction du néologisme anglais Unobtainium et désignant, de façon humoristique un composant chimique impossible à synthétiser.